# Bourbon Kid (roman)
Bourbon Kid (titre original : The Day It Rained Blood) est un roman policier fantastique, paru de manière anonyme en 2017. Il s'agit du septième volume de la série Bourbon Kid.

## Résumé
L'histoire se déroule trois ans après les évènements du Livre de la mort. Depuis leur rencontre lors de l'assassinat du Pape, le Bourbon Kid fait régulièrement équipe avec les Dead Hunters, un groupe de mercenaires dirigé par Scratch depuis son bar du Cimetière du Diable et composé de Rodeo Rex, Elvis, Jasmine, Joey Conrad (l'Iroquois) et Bébé. Scratch apprend que Caïn, le premier tueur de l'histoire, a réapparu et compte prendre sa revanche sur Dieu et le monde avec les quatre Cavaliers de l'Apocalypse. Les Dead Hunters vont vite être tous mis hors d'état de nuire et seul le Bourbon Kid semble capable d'arrêter la menace contre laquelle même Dieu ne semble pas vouloir intervenir.    

## Éditions
- The Day It Rained Blood, Black Shadow Press, 10 novembre 2017, 319 p.  (ISBN 978-0-9932577-4-2)
- Bourbon Kid, Sonatine, 21 septembre 2017, trad. Cindy Colin-Kapen, 456 p.  (ISBN 978-2-35584-608-3)
- Bourbon Kid, Le Livre de poche, coll. « Thriller » no 35153, 26 septembre 2018, trad. Cindy Colin-Kapen, 571 p.  (ISBN 978-2-253-23750-1)